# 东环街道 (巴彦淖尔市)
东环街道，是中华人民共和国内蒙古自治区巴彦淖尔市临河区下辖的一个乡镇级行政单位。

## 行政区划
东环街道下辖以下地区：
东兴社区、东达社区、东发社区、东旺社区和东和社区。